# Cucurbitaceae
Le Cucurbitacee (Cucurbitaceae Juss.) sono una famiglia di piante angiosperme appartenenti all'ordine Cucurbitales.
Il nome della famiglia, deriva dal latino "cucurbita", che significa "zucca".
Le piante di questa famiglia crescono nelle zone tropicali e in quelle temperate, dove quelle con frutti commestibili sono state tra le prime piante coltivate sia nel Vecchio sia nel Nuovo Mondo. La famiglia delle Cucurbitaceae è una delle famiglie vegetali con il più alto numero di specie utilizzate come cibo dall'uomo.
Tra le più familiari per l'uomo, sono da ricordare: la zucchina, la zucca gialla, la zucca di Napoli, il cetriolo, il cocomero e il melone.

## Descrizione
Le Cucurbitacee sono per la maggior parte erbacee annuali o perenni, ma alcune sono liane legnose, arbusti spinosi o alberi (per esempio Dendrosicyos).
I fusti sono pelosi e pentangolari. I viticci sono posizionati a 90° rispetto ai piccioli fogliari ai nodi. Le foglie sono alternate, palmato lobate.
I fiori, gialli o bianchi, gamopetali (cioè con i petali uniti tra loro) e pentameri. Sono unisessuali in piante monoiche (fiori maschili e femminili sulla stessa pianta) o dioiche (con fiori maschili e femminili su diverse piante). I fiori femminili hanno ovario infero. 
I frutti, detti "pepònidi", sono bacche modificate. Sono rivestiti di una scorza più o meno dura e hanno una polpa carnosa nella quale sono presenti numerosi semi. Pur avendo tutti le stesse caratteristiche, sono assai diversi di dimensione e di peso: basti pensare all'enorme differenza tra la zucca, che può raggiungere anche 90-100 chili di peso, e il cetriolo di soli 2-3 ettogrammi.

## Fossili
Il più antico fossile noto di zucca è un campione di foglia di Cucurbitaciphyllum lobatum del Paleocene, rinvenuto a Shirley Canal, nel Montana. Fu descritto per la prima volta nel 1924 dal paleobotanico Frank Hall Knowlton. La foglia fossile è palmata, trilobata con seni arrotondati e un margine intero o seghettato ed è simile a quella di specie dei generi Kedrostis, Melothria e Zehneria.

## Distribuzione e habitat
Le Cucurbitacee sono diffuse allo stato spontaneo soprattutto nei paesi tropicali. Solo poche specie sono originarie delle regioni a clima temperato dell'Europa e dell'America settentrionale anche se diverse specie originarie dei tropici vi possono essere coltivate come piante annuali durante la stagione calda.

## Tassonomia
Questa famiglia è classificata all'interno dell'ordine Cucurbitales dalla classificazione APG; il sistema Cronquist la inseriva invece nell'ordine Violales.
La famiglia comprende più di 100 generi a prevalente distribuzione tropicale:
- Abobra Naudin
- Acanthosicyos Welw. ex Benth. & Hook.f.
- Actinostemma Griff.
- Alsomitra (Blume) Spach
- Ampelosicyos Thouars
- Apodanthera Arn.
- Austrobryonia H.Schaef.
- Baijiania A.M.Lu & J.Q.Li
- Bambekea Cogn.
- Bayabusua W.J.de Wilde
- Benincasa Savi
- Blastania Kotschy & Peyr.
- Bolbostemma Franquet
- Borneosicyos W.J.de Wilde
- Brandegea Cogn.
- Bryonia L.
- Calycophysum H.Karst. & Triana
- Cayaponia Silva Manso
- Cephalopentandra Chiov.
- Ceratosanthes Burm. ex Adans.
- Cionosicys Griseb.
- Citrullus Schrad. ex Eckl. & Zeyh. (cocomero e simili)
- Coccinia Wight & Arn.
- Cogniauxia Baill.
- Corallocarpus Welw. ex Hook.f.
- Cucumis L. (cetriolo e melone)
- Cucurbita L. (zucca)
- Cucurbitella Walp.
- Cyclanthera Schrad.
- Cyclantheropsis Harms
- Dactyliandra (Hook.f.) Hook.f.
- Dendrosicyos Balf.f.
- Diplocyclos (Endl.) Post & Kuntze
- Doyerea Grosourdy
- Ecballium A.Rich. (cocomero asinino)
- Echinocystis Torr. & A.Gray
- Echinopepon Naudin
- Eureiandra Hook.f.
- Fevillea L.
- Gerrardanthus Harv. ex Benth. & Hook.f.
- Gomphogyne Griff.
- Gurania (Schltdl.) Cogn.
- Gynostemma Blume
- Halosicyos Mart.Crov.
- Hanburia Seem.
- Helmontia Cogn.
- Hemsleya Cogn. ex F.B.Forbes & Hemsl.
- Herpetospermum Wall. ex Benth. & Hook.f.
- Hodgsonia Hook.f. & Thomson
- Ibervillea Greene
- Indofevillea Chatterjee
- Indomelothria W.J.de Wilde & Duyfjes
- Kedrostis Medik.
- Khmeriosicyos W.J.de Wilde & Duyfjes
- Lagenaria Ser.
- Lemurosicyos Keraudren
- Linnaeosicyos H.Schaef. & Kocyan
- Luffa Mill.
- Marah Kellogg
- Melothria L.
- Microsechium Naudin
- Momordica L.
- Muellerargia Cogn.
- Neoalsomitra Hutch.
- Nothoalsomitra I.Telford
- Oreosyce Hook.f.
- Papuasicyos Duyfjes
- Parasicyos Dieterle
- Penelopeia Urb.
- Peponium Engl.
- Peponopsis Naudin
- Polyclathra Bertol.
- Psiguria Arn.
- Pteropepon Cogn.
- Raphidiocystis Hook.f.
- Ruthalicia C.Jeffrey
- Schizocarpum Schrad.
- Schizopepon Maxim.
- Scopellaria W.J.de Wilde & Duyfjes
- Sechiopsis Naudin
- Selysia Cogn.
- Seyrigia Keraudren
- Sicana Naudin
- Sicydium Schltdl.
- Sicyocaulis Wiggins
- Sicyos L.
- Sicyosperma A.Gray
- Sinobaijiania C.Jeffrey & W.J.de Wilde
- Siolmatra Baill.
- Siraitia Merr.
- Solena Lour.
- Tecunumania Standl. & Steyerm.
- Telfairia Hook.
- Thladiantha Bunge
- Trichosanthes L.
- Trochomeria Hook.f.
- Trochomeriopsis Cogn.
- Wilbrandia Silva Manso
- Xerosicyos Humbert
- Zanonia L.
- Zehneria Endl.

### Alcune specie

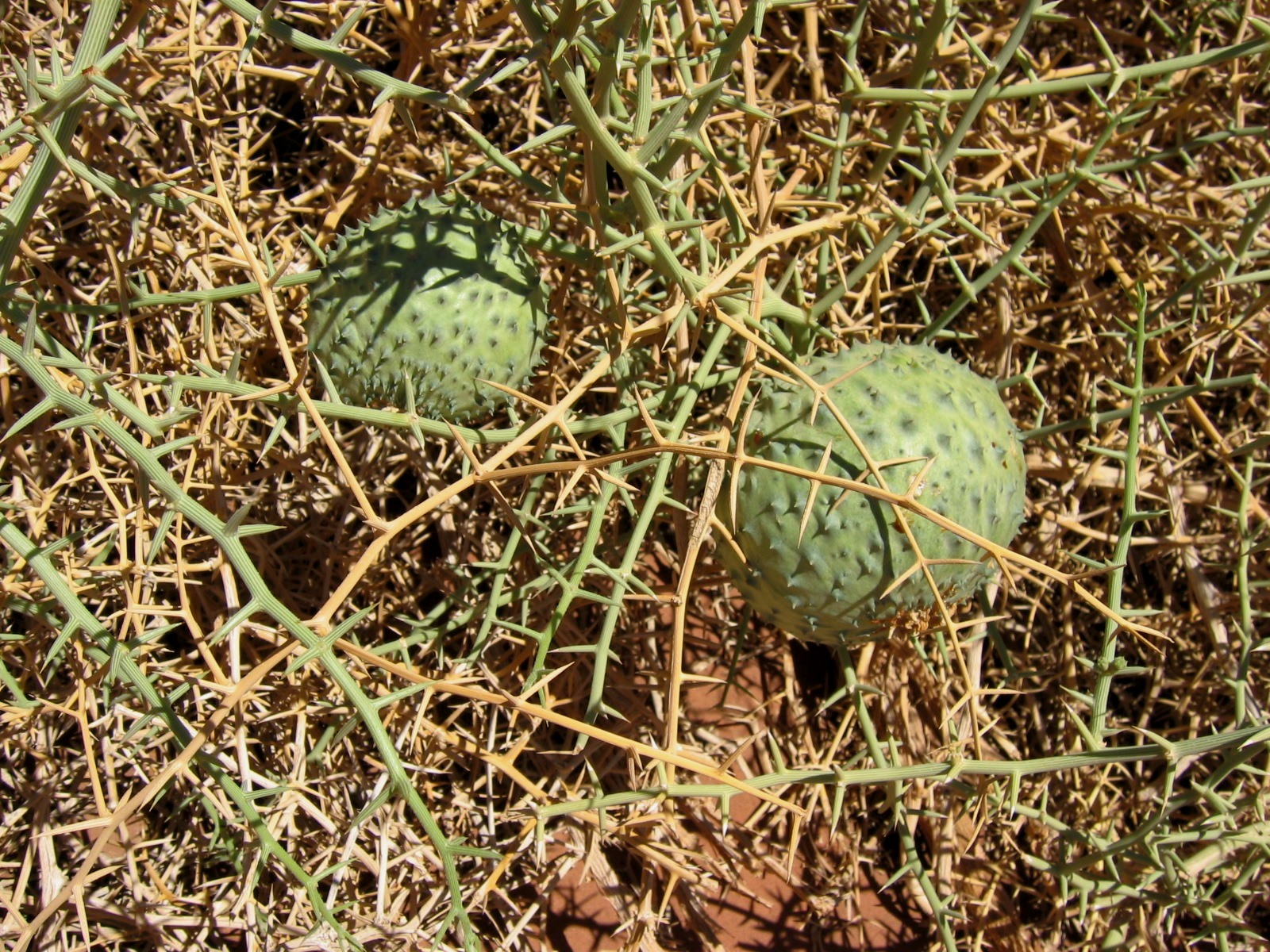
Acanthosicyos horridus
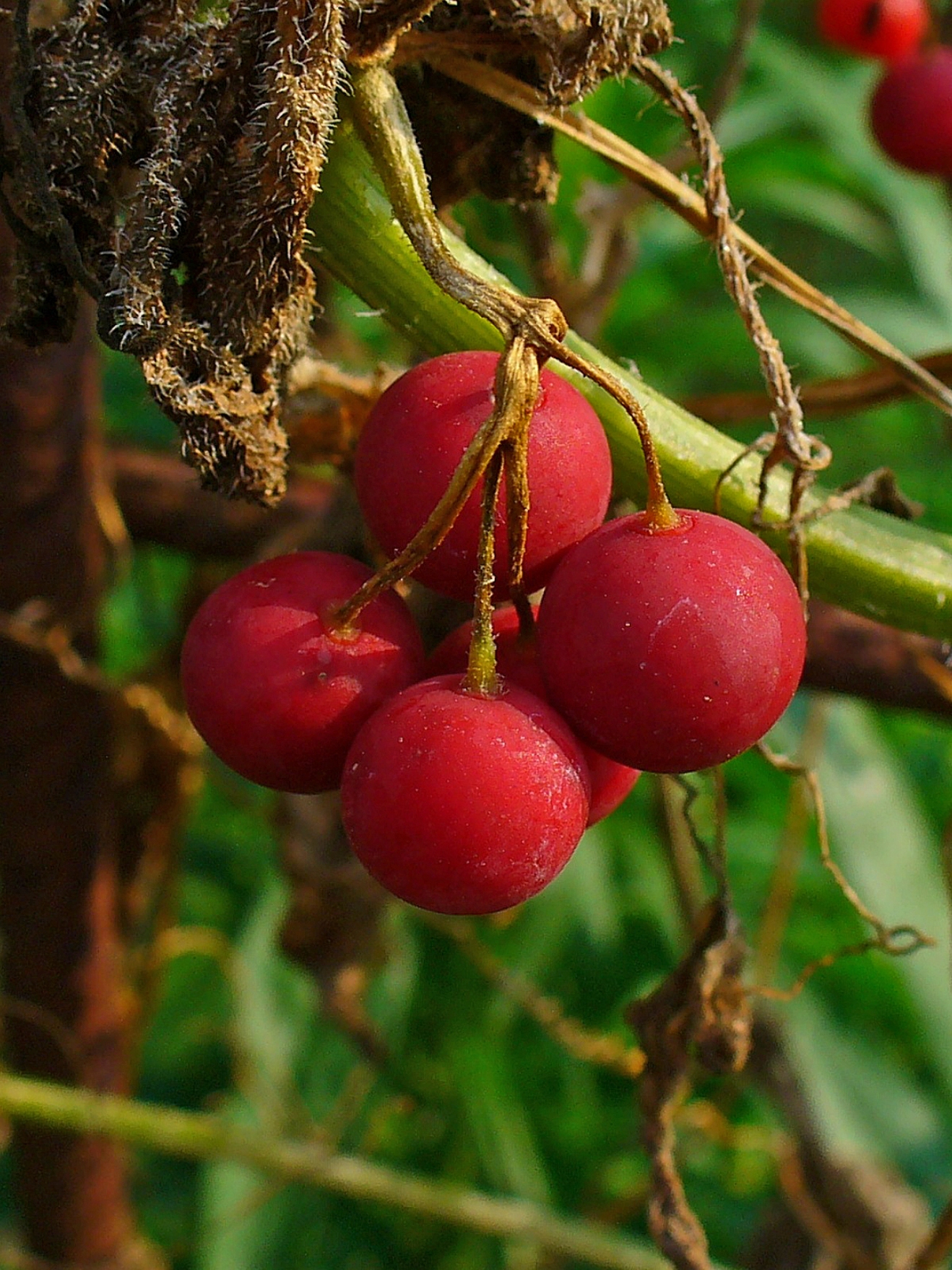
Bryonia cretica dioica
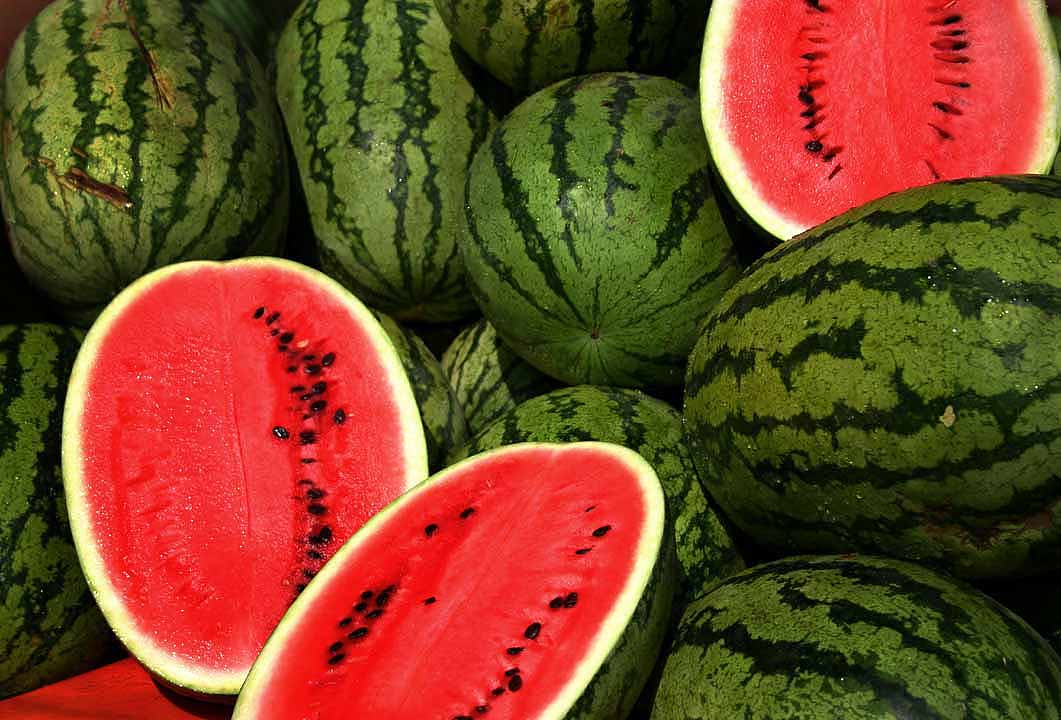
Citrullus lanatus
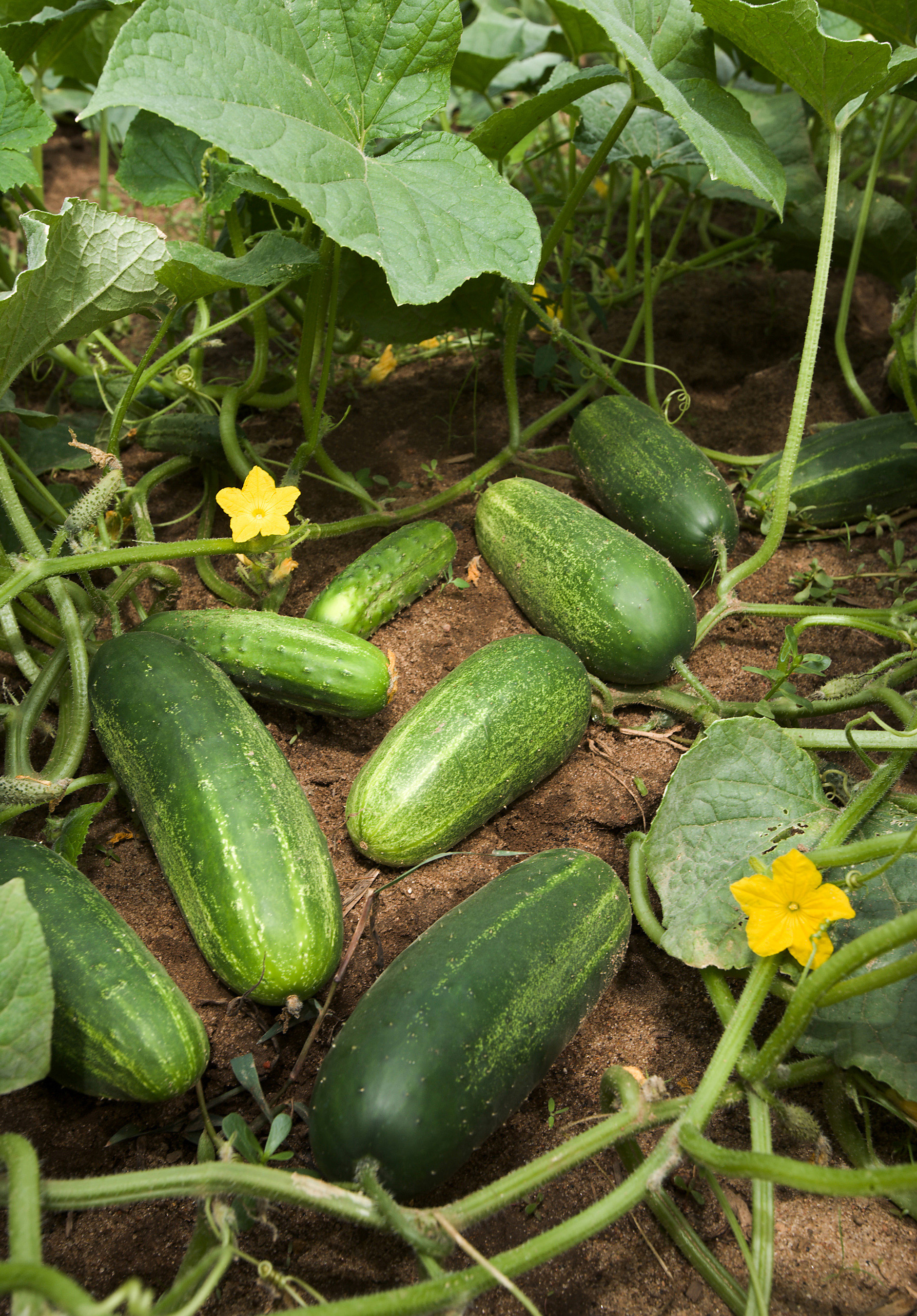
Cucumis sativus
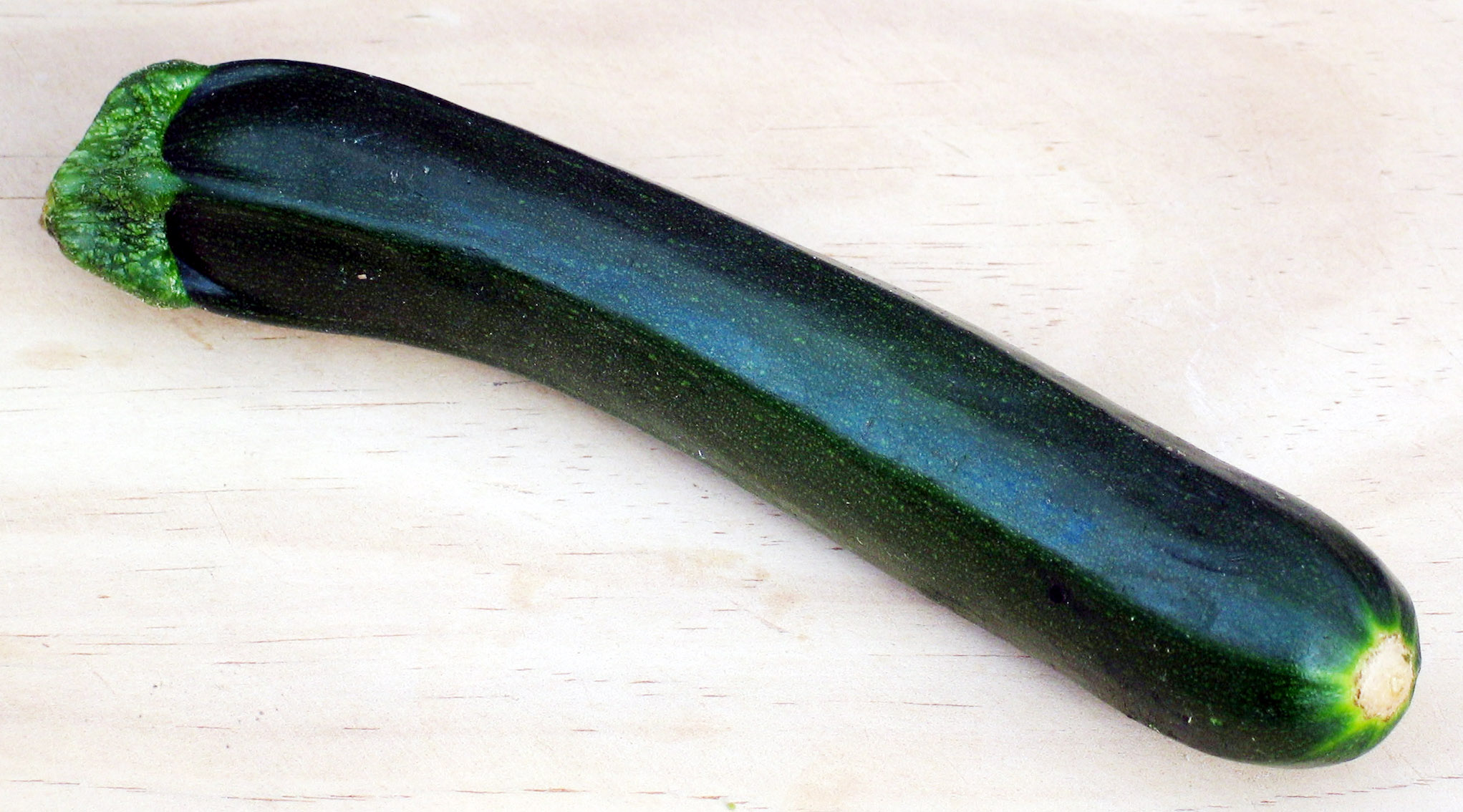
Cucurbita pepo
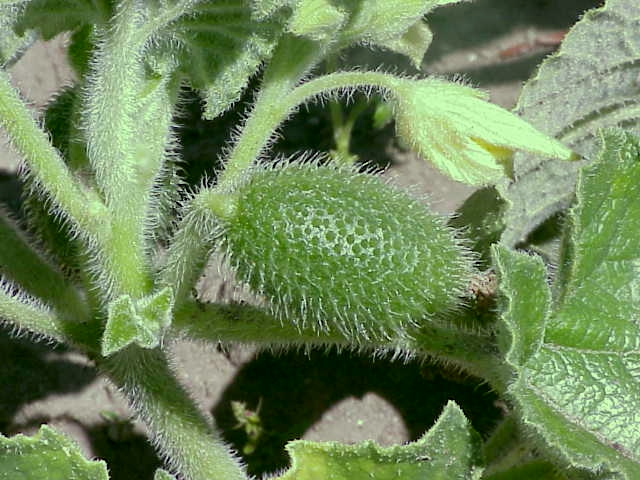
Ecballium elaterium
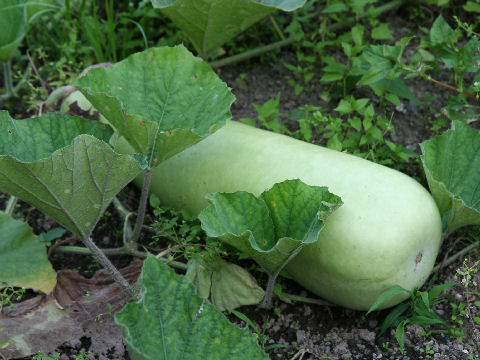
Lagenaria siceraria
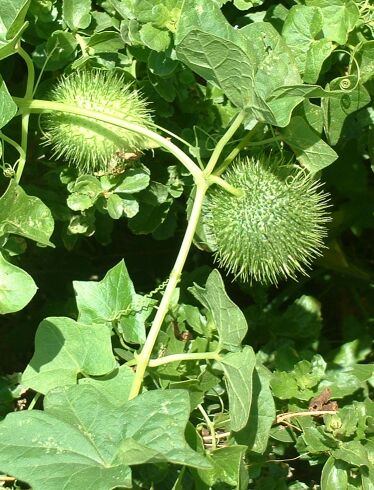
Marah fabacea
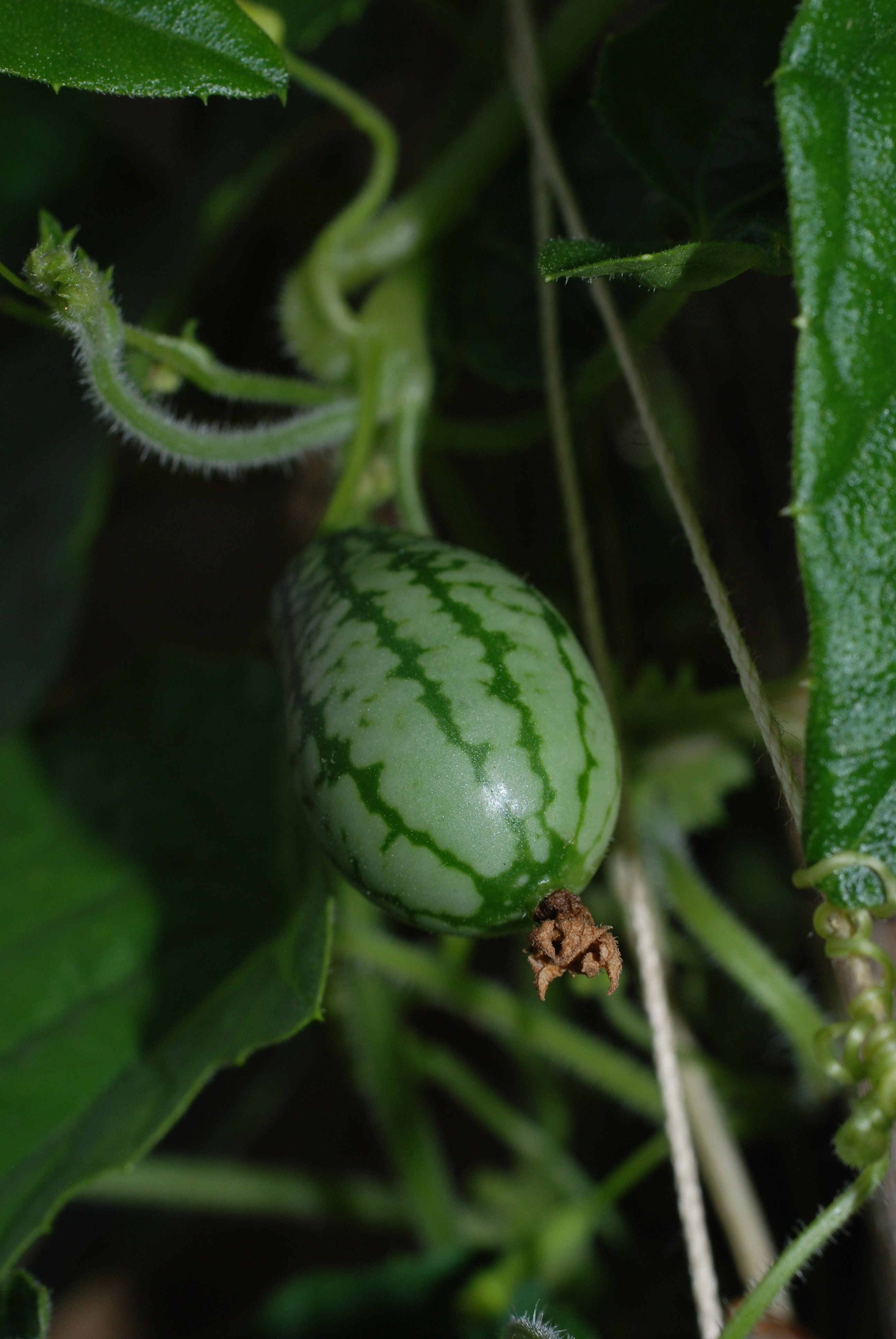
Melothria scabra
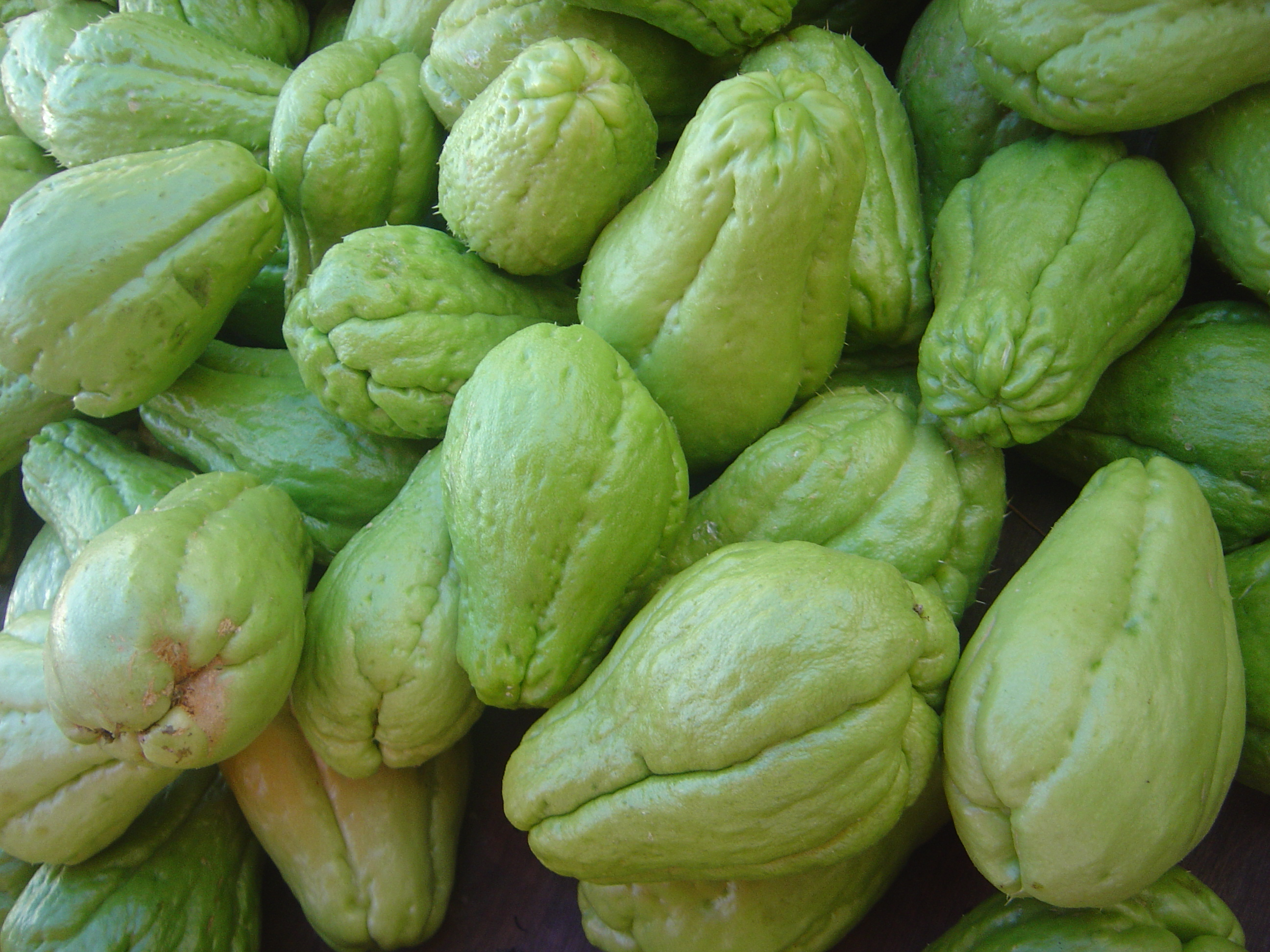
Sechium edule
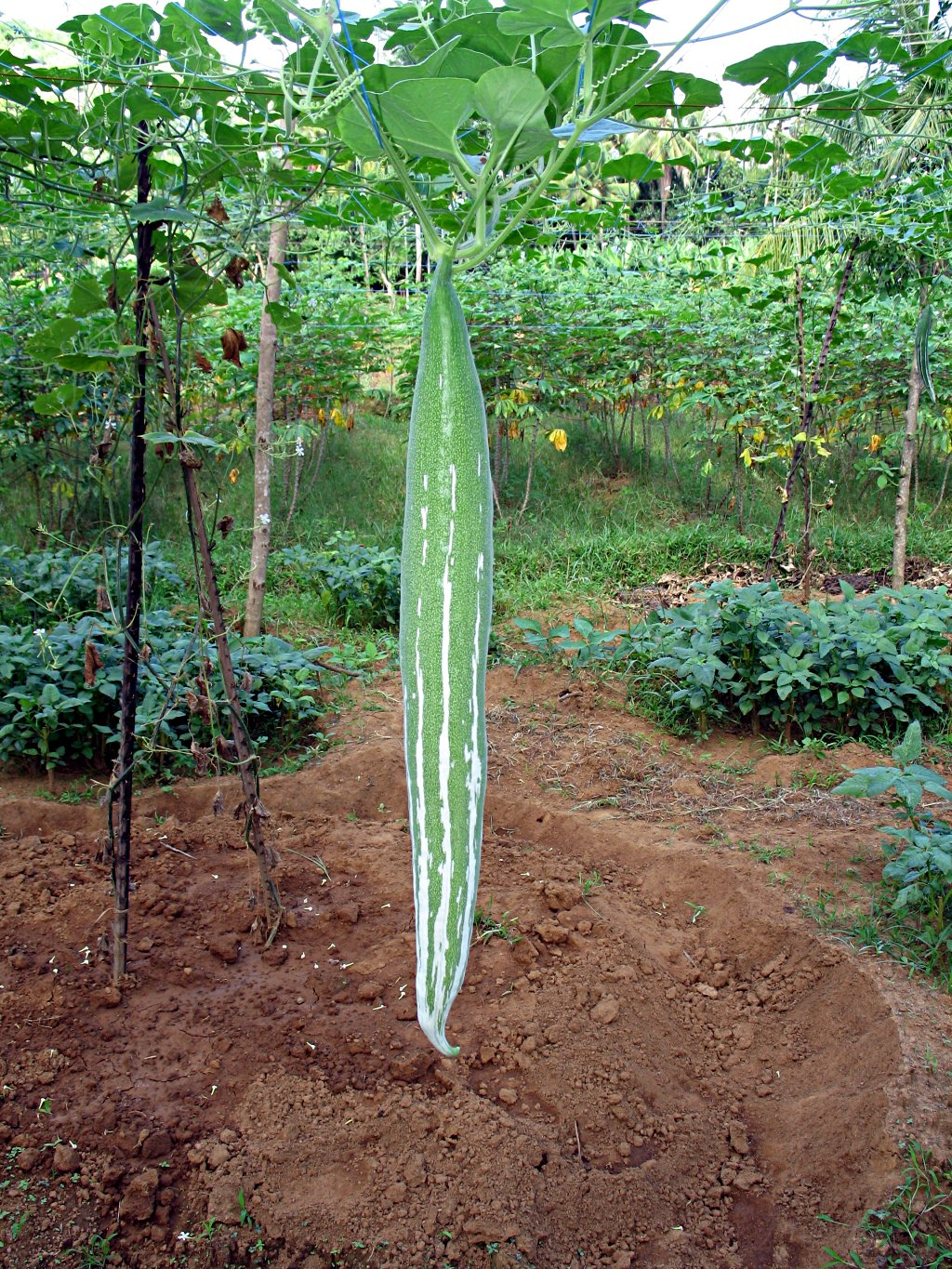
Trichosanthes cucumerina
Cucumis melo

## Coltivazione
Tutte le Cucurbitacee temono il freddo e devono essere protette dagli sbalzi improvvisi di temperatura.